# Харвич Сентер (Масачусетс)
Харвич Сентер (енгл. Harwich Center) насељено је место без административног статуса у америчкој савезној држави Масачусетс.

## Демографија
По попису из 2010. године број становника је 1.798, што је 34 (-1,9%) становника мање него 2000. године.
| Група             | 2000.         | 2010.         |
| Белци             | 1.691 (92,3%) | 1.640 (91,2%) |
| Афроамериканци    | 15 (0,8%)     | 43 (2,4%)     |
| Азијати           | 5 (0,3%)      | 10 (0,6%)     |
| Хиспаноамериканци | 12 (0,7%)     | 32 (1,8%)     |
| Укупно            | 1.832         | 1.798         |